# Nationalkarakter
Nationalkarakter er et generaliseret billede af det samlede sæt vurderinger, vaner og personlighedstræk som betragtes som fælles for en vis nationalitet. Begrebet kan omfatte såvel positive som negative træk, og kan variere efter om det tolkes af individer inden for nationaliteten eller uden for den. Det omfatter ofte almindeligt forekommende nationale stereotyper, som for eksempel at skotter er nærige, tyskere er praktiske og effektive, at irere er alkoholikere og at sigøjnere er tyve. Det kan også omfatte mere eller mindre racistiske fordomme. Nationalkarakter betragtes i dag ikke som et videnskabeligt gangbart begreb, selv om det tidligere i 1900-tallet har været set som sådan. Det har en nær idéhistorisk kobling til racelære og nationalisme.